# Privatarzt
Ein Privatarzt ist ein Arzt, der nur Privatpatienten und Selbstzahler behandelt.
Der Privatarzt ist im Unterschied zum Vertragsarzt unabhängig von den Vorgaben des Sozialgesetzbuchs. Der Patient wird also unabhängig von den Körperschaften (Gemeinsamer Bundesausschuss (GBA), gesetzliche Krankenversicherungen (GKV) und Kassenärztliche Vereinigungen (KVen)) behandelt. Somit besteht – außer in Notfällen – kein Anspruch auf Behandlung für gesetzlich Versicherte. Ein Privatarzt ist beim Regierungspräsidium approbiert und ist Pflichtmitglied in der zuständigen Ärztekammer. Der Privatarzt ist wie alle Ärzte an das Berufsrecht gebunden. Der Privatarzt gehört in Deutschland zu den Freien Berufen, ebenso wie er in Österreich zu den Freien Berufen gehört.
Da in Deutschland etwa 90 % der Bevölkerung gesetzlich versichert sind, hat ein reiner Privatarzt nur einen kleinen potenziellen Patientenkreis. Die Motivation zu dieser Tätigkeit kann entweder sein, dass er als Vertragsarzt nicht tätig sein darf (z. B. weil er keine Zulassung durch die kassenärztlichen Vereinigungen hat), oder dass er als Vertragsarzt nicht tätig sein möchte, weil mehr Zeit für die Patienten für Gespräche bleibt oder die privatärztlichen Einnahmen höher sind. Letzteres gilt für Ärzte, die viele Privatpatienten, gegebenenfalls auch überregional, gewinnen. Häufiger kommt es vor, dass Vertragsärzte oder angestellte Ärzte zusätzlich auch privatärztlich tätig sind.

## Honorierung
Das Arzthonorar muss nach der Gebührenordnung für Ärzte (GOÄ) berechnet werden. Dies folgt aus § 612 BGB, wonach bei Bestehen einer Taxe – die GOÄ gilt als Taxe – diese anzuwenden ist. Er unterliegt insbesondere dem § 1 Abs. 2 GOÄ:

„Vergütungen darf der Arzt nur für Leistungen berechnen, die nach den Regeln der ärztlichen Kunst für eine medizinisch notwendige ärztliche Versorgung erforderlich sind. Leistungen, die über das Maß einer medizinisch notwendigen ärztlichen Versorgung hinausgehen, darf er nur berechnen, wenn sie auf Verlangen des Zahlungspflichtigen erbracht worden sind.“

Die Gebühren errechnen sich aus der Multiplikation einer Bewertungszahl mit dem gültigen Punktwert (z. B. eingehende Beratung von über zehn Minuten Dauer, Ziffer 3, Grundhonorar 8,73 Euro). Diese Gebühr wird je nach Aufwand mit einem Steigerungsfaktor multipliziert.

„Innerhalb des Gebührenrahmens sind die Gebühren unter Berücksichtigung der Schwierigkeit und des Zeitaufwandes der einzelnen Leistung sowie der Umstände bei der Ausführung nach billigem Ermessen zu bestimmen. Die Schwierigkeit der einzelnen Leistung kann auch durch die Schwierigkeit des Krankheitsfalles begründet sein; (§ 5 Abs. 2 GOÄ).“

Der Gebührenrahmen bewegt sich zwischen dem 1- bis 3,5-fachen Satz. Der Faktor kann mittels einer Honorarvereinbarung auch davon abweichend vereinbart werden. Der Patient muss die Honorarrechnung an den Privatarzt bezahlen und kann diese anschließend bei seiner privaten Krankenversicherung (PKV) zur Erstattung einreichen.

## Ärztlicher Privatpatient
Im Gegensatz zum Kassenpatienten, der sich mit der Vorlage seiner Krankenversicherungskarte bzw. der elektronischen Gesundheitskarte als solcher zu erkennen gibt, wird zwischen Arzt und Privatpatient – meist mündlich – ein Behandlungsvertrag geschlossen. Davon unberührt ist ein eventl. Versicherungsvertrag des Privatpatienten mit einer Privaten Krankenversicherung.
Der Arzt hat als Nebenpflicht aus dem Behandlungsvertrag die Pflicht, den Patienten bei der Erstattung zu unterstützen. Er sollte also bei umfangreicheren (teureren) Behandlungen einen Kostenvoranschlag erstellen und den Patienten darauf hinweisen, dass er eine Kostenübernahmeerklärung von seiner PKV einholen sollte. Allerdings gehen die Pflichten des Zahnarztes nicht so weit, sich den Versicherungsvertrag oder die Kostenübernahmeerklärung der PKV von seinem Patienten vorlegen zu lassen oder ihn versicherungsrechtlich zu beraten. Dies ist auch bei der Vielzahl der auf dem Markt befindlichen privaten Zahnversicherungstarife, den unterschiedlichen Vertragsklauseln, unterschiedlichen Höhen der Selbstbeteiligungen, Wartezeiten, Staffeltarifen, Tarifausschlüssen, individuellen Leistungsausschlüssen u. v. a. nicht möglich.
Über die Hälfte aller Privatpatienten sind beihilfeberechtigt. Hier greifen unterschiedliche Beihilfe-Richtlinien, die ebenfalls für einen Patienten nur schwer verständlich sind. Auch hier gibt es Leistungsausschlüsse, Erstattungsbegrenzungen und unterschiedliche Beihilfesätze.
Gesetzliche Versicherte können sich – unter Verzicht auf ihren Sachleistungsanspruch bei der Gesetzlichen Krankenversicherung – ebenfalls als Privatpatienten behandeln lassen. Sie werden auch „Selbstzahler“ genannt.

## Zielleistungsprinzip
Das Zielleistungsprinzip ist ein Begriff aus der privaten Gebührenordnung für Ärzte (GOÄ) bzw. der privaten Gebührenordnung für Zahnärzte (GOZ) und hat die Vermeidung der doppelten Honorierung ärztlicher Leistungen zum Ziel. In § 4 Abs. 2a GOÄ heißt es:

„Für eine Leistung, die Bestandteil oder eine besondere Ausführung einer anderen Leistung nach dem Gebührenverzeichnis ist, kann der Arzt eine Gebühr nicht berechnen, wenn er für die andere Leistung eine Gebühr berechnet. Dies gilt auch für die zur Erbringung der im Gebührenverzeichnis aufgeführten operativen Leistungen methodisch notwendigen operativen Einzelschritte.“

## Behandlungsfehler
Beim Verdacht eines Behandlungsfehlers im privatärztlichen Bereich kann ein medizinisches Privatgutachten von einem Sachverständigen weiterhelfen.
Zur außergerichtlichen Klärung kommen in Frage:
- Gespräch zwischen Patient und behandelndem Arzt
- Direkte Verhandlung zwischen Rechtsanwalt und Haftpflichtversicherung des Arztes
- Schlichtungsstellen der Ärztekammern; das Verfahren vor einer Schlichtungsstelle kommt jedoch nur in Gang, wenn der beteiligte Arzt dem Schlichtungsverfahren zustimmt.

Im Übrigen stehen für die gerichtliche Klärung die Zivilgerichte offen.